# 9e arrondissement de Budapest
« Ferencváros » redirige ici. Pour les autres significations, voir Ferencváros (homonymie).
Le 9e arrondissement de Budapest (en hongrois : Budapest 9. kerülete) ou Ferencváros (en allemand : Franzstadt) est un arrondissement de Budapest. Englobant des quartiers centraux et péricentraux de la capitale hongroise, côté Pest, il s'étend du Kiskörút au Petit-Danube qui mouille Csepel-sziget. Il est bordé à l'ouest par le Danube, au nord par le 5e, à l'est par les 8e et 10e arrondissements et au sud par les 19e, 20e et 21e arrondissements.
Ferencváros pourrait se traduire en français par « Françoisville » ou « Françoisbourg » et doit son nom à l'empereur François Ier. La portion du Nagykörút qui traverse Ferencváros prend ainsi le nom de Ferenc körút. L'arrondissement est connu pour son club de football Ferencváros TC.

## Patrimoine urbain

### Quartiers
| Quartiers | Quartiers           | Création | Population en 2001 (hab.) | Superficie (ha) | Densité hab/km2 | Localisation |
| --------- | ------------------- | -------- | ------------------------- | --------------- | --------------- | ------------ |
| 1         | Belső-Ferencváros   | 2012     |                           |                 |                 | \| 1 2 3 \|  |
| 2         | Középső-Ferencváros | 2012     |                           |                 |                 | \| 1 2 3 \|  |
| 3         | Külső-Ferencváros   | 2012     |                           |                 |                 | \| 1 2 3 \|  |
| 1 2 3     |                     |          |                           |                 |                 |              |

## Relations internationales

### Jumelages
L'arrondissement est jumelé avec les localités suivantes :
- Berehove
- Kanjiža
- Kráľovský Chlmec
- Sfântu Gheorghe